# نورث كرولي (باكينجهامشير)
نورث كرولي (بالإنجليزية: North Crawley)‏ هي قرية وأبرشية مدنية تقع في المملكة المتحدة في إنجلترا. يقدر عدد سكانها بـ 736 نسمة .